# João Paulo Lima e Silva
João Paulo Lima e Silva (Olinda, 31 de dezembro de 1952) é um economista e político brasileiro filiado ao PT.
Foi o primeiro presidente da CUT Pernambuco em 1988, e também vereador do Recife no mesmo ano. Eleito três vezes deputado estadual por Pernambuco em 1990, 1994 e 1998. No ano de 2000 foi eleito o primeiro prefeito do Recife pelo Partido dos Trabalhadores (PT), sendo reeleito em 2004. Foi deputado federal de 2010 a 2015. Disputou a vaga de senador nas eleições de 2014, mas não saiu vitorioso. Em julho de 2015, assumiu a superintendência da Sudene. Em 2016, concorreu como candidato à Prefeitura do Recife, classificando-se ao segundo turno com 23,76% dos votos e perdendo para Geraldo Júlio, que teve 40% dos votos.
Foi eleito deputado estadual nas eleições de 2018, com 29.442 votos. Já em 2020, candidatou-se à Prefeitura de Olinda pela coligação Olinda das Pessoas (PCdoB, PT, PSB, MDB, PP e PV), tendo como principal oponente o candidato à reeleição Professor Lupércio. João Paulo, porém, não conseguiu ser eleito, contando com apenas 23,32% dos votos.

## Vida pessoal
João Paulo Lima e Silva, nascido no dia 31 de outubro de 1952, em Olinda, Pernambuco, foi o primeiro prefeito operário e também o primeiro a ser reeleito na história do Recife. De família humilde, é filho do cobrador de ônibus Manoel Messias de Lima e Silva e da dona de casa Maria de Lourdes Lima e Silva, já falecidos. É casado com Luzia Jeanne, com quem tem três filhos (João Paulo Filho, Élder e Pedro) e três netos (Ana, Júlio, Louis e Hugo). Com formação superior no curso de Economia (Faculdade de Boa Viagem - FBV), é também técnico em Edificações e Mecânica (Escola Técnica Estadual Professor Agamenon Magalhães – Etepam).

## Carreira política
Em 1978, João Paulo, operário metalúrgico, foi incentivado por Paulo Freire a intensificar os seus estudos nos campos político e social e, por meio de uma bolsa concedida pelo Centro de Estudos da América Latina, participou de cursos de capacitação em política sindical na França, Itália, Espanha e em Portugal. Na volta ao Brasil, João Paulo se engajou no movimento sindical, na época em grande efervescência política com as manifestações do ABC paulista. E ainda militou na clandestinidade no Partido Comunista Revolucionário (PCR). 

### Engajamento no PT e na política
Em 1979, João Paulo ajudou a criar o Partido dos Trabalhadores no Estado. Enfrentou sua primeira disputa eleitoral em 1986, como candidato a deputado estadual. Mesmo obtendo 10 mil votos, não conseguiu se eleger porque o PT não atingiu o quórum suficiente. Em 1988, foi eleito o primeiro vereador do PT no Recife, com 2.723 votos. Dois anos depois, ele conquistou o mandato de deputado estadual, com 11 mil votos. Em 1992, disputou sua primeira eleição para o Executivo, candidatando-se a prefeito de Jaboatão dos Guararapes. Ficou na terceira colocação, mas foi a sua participação naquele pleito que levou a eleição para o segundo turno.
Em 1994, ele saiu das urnas como o deputado estadual mais votado da História de Pernambuco, com 48.892 votos. Em 1996, foi candidato a prefeito do Recife, ficando em terceiro lugar na disputa com 105.160 votos. Dois anos depois, disputou uma nova vaga no Legislativo estadual, sendo, novamente, o candidato mais votado de Pernambuco, ultrapassando os 50 mil votos. Na Assembleia Legislativa de Pernambuco, teve destacada atuação como deputado e presidente da Comissão de Defesa da Cidadania.

## Prefeitura do Recife
Nas eleições municipais de 2000, João Paulo foi o candidato da Frente de Esquerda do Recife, tendo como seu vice, o médico Luciano Siqueira (PCdoB). Numa disputa muito acirrada, João Paulo foi eleito no segundo turno, tornando-se o primeiro prefeito operário da história do Recife, com 382.988 votos. Em 2004, candidatou-se novamente e venceu no primeiro turno, com 56,11% dos votos válidos, sendo vitorioso em todas as zonas eleitorais da cidade. Foi primeira reeleição de um prefeito no Recife.
Na disputa de 2008, João Paulo fez o seu sucessor na Prefeitura do Recife, João da Costa, eleito em primeiro turno, com 51% dos votos válidos. Com isso, quebrou mais um tabu de prefeito não eleger o seu sucessor na capital. Também foi o único prefeito do Brasil em fim de mandato a conseguir fazer o seu sucessor naquele ano.

### Frente Nacional de Prefeitas e Prefeitos
A trajetória do ex-prefeito João Paulo também é marcada pela sua eleição para a presidência da Frente Nacional de Prefeitas e Prefeitos (FNP), em 2005, entidade que congrega prefeituras de capitais e cidades de grande e médio porte das Regiões Metropolitanas do país. Em 2007, ele foi reeleito para o cargo. Nas duas gestões, João Paulo conduziu a Marcha a Brasília em Defesa dos Municípios e na articulação e defesa dos interesses municipais junto ao Governo Federal e ao Congresso Nacional. Como presidente da FNP, João Paulo integrou o Conselho Deliberativo da Sudene.

## Volta ao Legislativo
Em 2010, o ex-prefeito do Recife disputou uma vaga para Câmara dos Deputados e saiu das urnas como o deputado mais votado do PT no Brasil, com 264.250 mil votos. Também foi o deputado federal mais votado da História do Recife, obtendo, na capital, mais de 150 mil votos.
Nas eleições municipais de 2012, João Paulo foi chamado pelo PT para compor a chapa majoritária na condição de vice-prefeito, ao lado do senador Humberto Costa, candidato a prefeito do Recife. Numa eleição tumultuada e marcada pelo início de rompimento político do PSB com o PT, sua legenda perdeu a disputa e deixou de governar o Recife.

### Disputa para o Senado
Em 2014 disputou o senado na chapa que tinha como candidato ao governo do estado Armando Monteiro Neto (PTB) numa coligação que envolvia também o PDT. No entanto, João Paulo obteve apenas 34,8% dos votos ante 64, 34% obtidos por Fernando Bezerra Coelho (PSB), então candidato do grupo político de Eduardo Campos, sendo, assim, derrotado naquele pleito.

## Eleições municipais de 2016
Em 2016, no momento eleitoral mais difícil da história do PT em razão do impeachment de Dilma Rousseff, João Paulo voltou a disputar a prefeitura do Recife. Tinha como vice, naquela ocasião, o então deputado estadual Sílvio Costa Filho e contava com o apoio do PTB do ex-senador Armando Monteiro Neto.  
A candidatura de João Paulo mostrou-se competitiva, muito em razão da boa memória da população de suas gestões à frente da prefeitura, levando-o assim ao segundo turno. Acabou derrotado para o candidato Geraldo Júlio (PSB), que foi reeleito com 61,3% dos votos.

## Saída do PT, ingresso no PC do B e eleição para deputado estadual
Em 2018, João Paulo anunciou sua saída do PT e ingressou no PC do B, partido com o qual sempre teve boa relação, tendo tido como vice durante os anos de 2001 e 2008 o comunista Luciano Siqueira.
No mesmo ano, João Paulo disputou pelo PC do B uma vaga na Assembleia Legislativa de Pernambuco, sendo eleito com 29.442 votos.

## Eleições municipais de 2020
Em 2020, João Paulo se candidatou para as eleições de sua terra natal, Olinda. Acabou perdendo no primeiro turno contra o Prefeito Lupércio Carlos do Nascimento (Solidariedade), que foi reeleito com 63,62% dos votos.